# Рябчиков, Андрей Егорович
Андрей Егорович Рябчиков (1858—1930) — крестьянин, депутат Государственной думы Российской империи I созыва от Новгородской губернии.

## Биография
Крестьянин  деревни Поддубье Устюженского уезда Новгородской губернии. Выпускник сельского училища. Служил подрядчиком по лесопромышленному делу. В течение 6 лет являлся председателем волостного суда. Был избран гласным уездного земского собрания. Владел землёй в Устюженском уезде площадью 674 десятины. Лесопромышленник. Политическая позиция определялась как беспартийный прогрессист.
26 марта 1906 избран в Государственную думу Российской империи I созыва общего состава выборщиков Новгородского губернского избирательного собрания.  Вошёл в группу умеренных. Активно в работе Думы не участвовал.
В 1929 году лишён избирательных прав (см. лишенцы), а семья "раскулачена" и сослана на Север (см. спецпереселенцы).
По сведениям праправнучки скончался в 1930 году.

### Рекомендованные источники
- Российский государственный исторический архив. Фонд 1278. Опись 1 (1 -и созыв). Дело 84. Лист 11; Фонд 1327. Опись 1. 1905 год. Дело 141. Лист 22; Дело 143. Лист 88 оборот.